# آسیاب‌آبی پایین
آسیاب آبی پائین مربوط به سده‌های متاخر دوران‌های تاریخی پس از اسلام است و در شهرستان کرمان، بخش چترود، دهستان کویرات، روستای سر آسیاب شش واقع شده و این اثر در تاریخ ۲۷ اسفند ۱۳۸۷ با شمارهٔ ثبت ۲۶۲۵۳ به‌عنوان یکی از آثار ملی ایران به ثبت رسیده است.